# Stadtwall Schrobenhausen
Der Stadtwall Schrobenhausen ist ein Teil der einstigen Stadtbefestigung von Schrobenhausen. Früher verlief er zwischen dem inneren und dem äußeren Stadtgraben. Heute ist er eine Parkanlage mit einer  Länge von ca. 1.300 m.

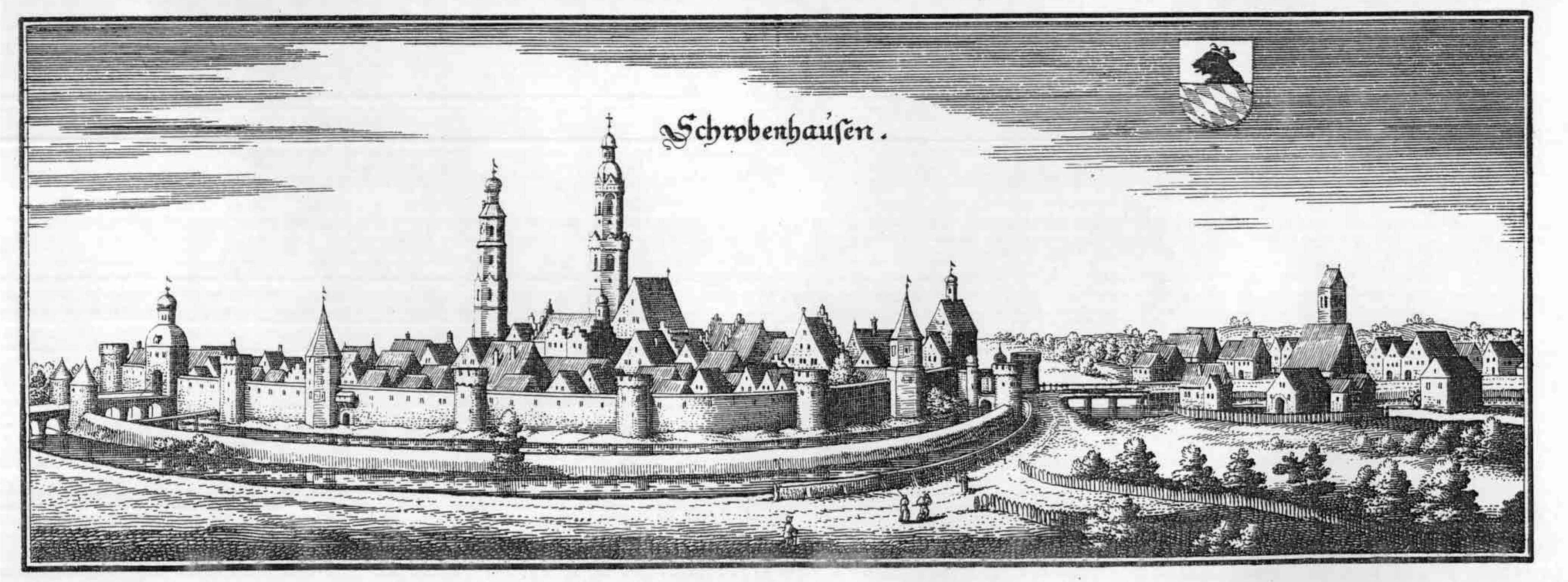
Stadtmauer von Schrobenhausen im 17. Jahrhundert (Stich von Matthäus Merian)

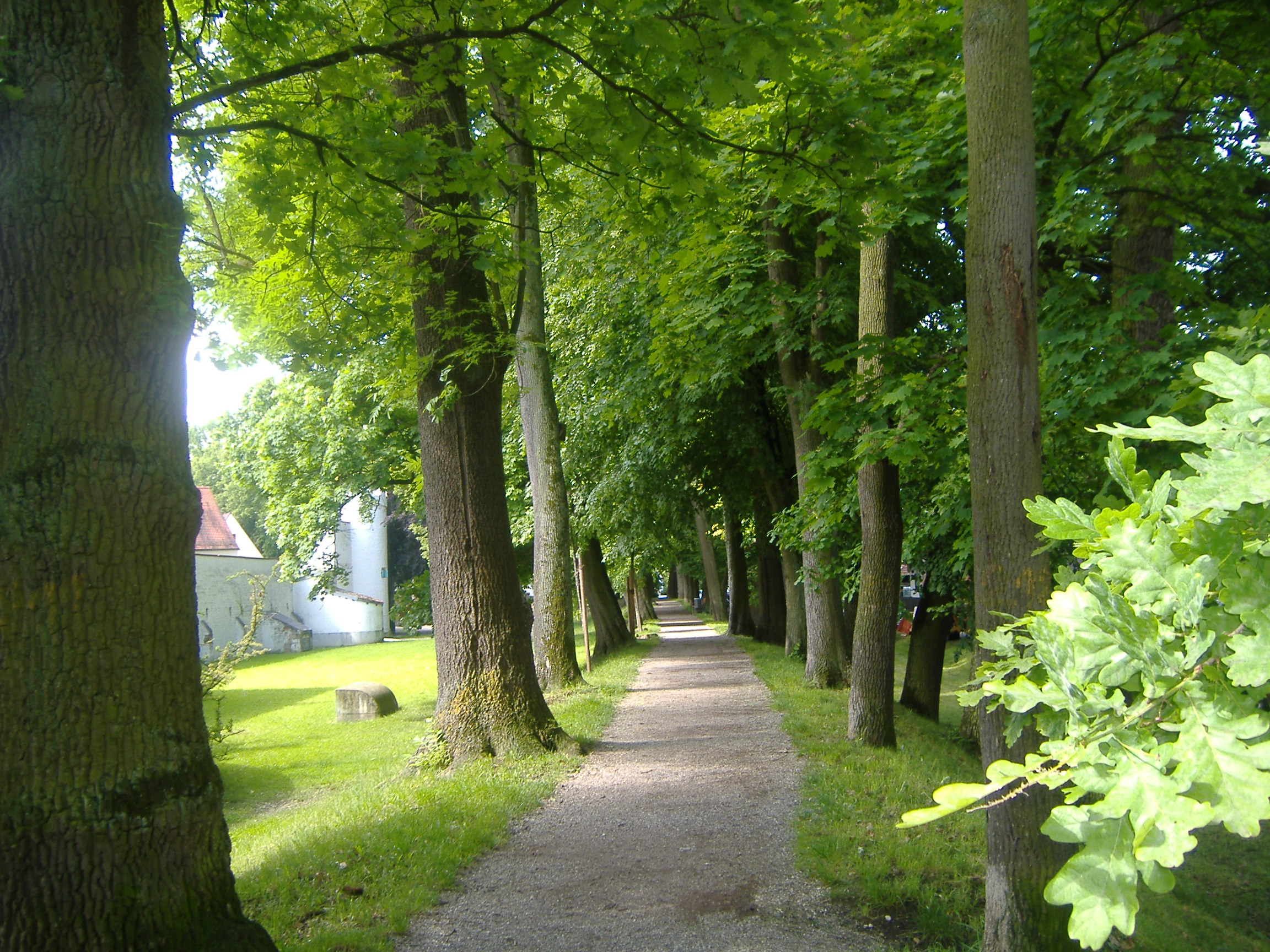
Stadwall Schrobenhausen mit Stadtmauer und Turm

## Aufgabe
Die Befestigungsanlagen dienten zunächst der Verteidigung der Stadt. Die Schrobenhausener Stadtmauer, einst höher als heute, war mit einem Wehrgang versehen. Mit der Entwicklung der Kanonen verloren die Mauern ihre zentrale militärische Bedeutung. Trotzdem boten sie Schutz vor Plünderung und Zerstörung. Sie verwehrten anrückenden Truppen zunächst den Zutritt zur Stadt, man konnte Zeit für Verhandlungen gewinnen und sich gegebenenfalls durch Schutzbriefe freikaufen. Die Stadtmauer bot auch Schutz vor Dieben, Räubern und Raubtieren. Bis ins 19. Jahrhundert konnte man die Stadt nur über die beiden Stadttore betreten, die sich am nördlichen und südlichen Ende der heutigen Lenbachstraße befanden. Die beiden Tore wurden bis Ende des 18. Jahrhunderts nachts versperrt und von zwei Torwarten bewacht. Sie konnten Bettler oder verdächtige Personen abweisen, zu Zeiten der Pest den Zutritt zur Stadt verweigern und kontrollierten die Entrichtung des Pflasterzolls für Wägen und Vieh. Auch der innere Teil der Mauer hatte wichtige Funktionen zu erfüllen. Die Mauerbögen dienten zur Lagerung von Brennholz. Im 19. Jahrhundert wurden zahlreiche Zugänge zur Altstadt geschaffen. Die Stadtmauer wurde zum Teil überbaut, die Stadttore in den Jahren 1868 und 1873 abgerissen.

## Stadtmauer und Stadtwall im Überblick
Ursprünglich war der Markt Schrobenhausen nur mit Holzpalisaden befestigt. Schrobenhausen wurde jedoch im Jahr 1388 fast vollständig im Städtekrieg 1387–1389 zerstört. Herzogliche Privilegien unterstützten den Wiederaufbau. Der Ingolstädter Herzog Ludwig im Barte erwarb sich besondere Verdienste um die Erweiterung und die steinerne Stadtbefestigung Schrobenhausens. Ab 1392 wurde die Stadtbefestigung wieder aufgebaut und zur ringförmigen Festung mit Mauern, Schalentürmen und doppelten Graben ausgebaut. Ein Wappenstein von 1414 in der Stadtpfarrkirche St. Jakob erinnert an dieses wichtige Datum. Bis 1440 entstand die an manchen Stellen noch heute erhaltene Stadtmauer mit ihren einzigartigen 12 Türmen. Überwiegend aus Backstein errichtet, sind Mauer und Türme heute weiß geschlämmt.

### Die 12 Türme im Überblick

#### Amtsturm
Der Amtsturm bildete mit dem Pflegschloss ein eigenes herzogliches Areal, von der Stadtmauer und einer separaten Mauer begrenzt. Bis Mitte des 18. Jahrhunderts diente der Turm als Gefängnis, später als Registratur des Landgerichts. Im Jahr 1902 eröffnete hier das erste Museum des Historischen Vereins, später beherbergte der Turm die Registratur des Bezirksamts. Im Jahr 1985 erfolgte der Umbau zum Deutschen Spargelmuseum, 1991 die Erweiterung zum Europäischen Spargelmuseum.

#### Botenturm
Der Botenturm, ursprünglich ein Wehrturm, wurde zusammen mit der Stadtmauer zu Beginn des 15. Jahrhunderts erbaut. Ende des 18. und Anfang des 19. Jahrhunderts diente er, mit erweitertem Anbau, als Wohnung des Stadtboten. Im Jahr 1860 wurde er auf die heutige Größe zurückgebaut und seither nicht mehr zu Wohnzwecken genutzt.

#### Hartlturm
Der Hartlturm wurde ebenfalls als Wehrturm der Stadtmauer im frühen 15. Jahrhundert errichtet. Die erste urkundliche Erwähnung geht auf das Jahr 1807 zurück, die Namensgebung ist bisher ungeklärt. Der Turm wurde immer zu Wohnzwecken vermietet. Von 1978 bis 1985 waren dort Werke des in Schrobenhausen geborenen Grafikers und Illustrators Joseph Sattler ausgestellt. Heute beherbergt der Turm das Museum der Königlich Privilegierten Feuerschützengesellschaft.

#### Gefängnisturm
Der Gefängnisturm ist Teil der Fronveste, die als Gefängnis des Landgerichts Mitte des 18. Jahrhunderts errichtet wurde. Der Gefängnisturm und die angrenzenden Wohn- und Verwaltungsgebäude wurden im 19. Jahrhundert mehrfach umgestaltet. 1949 löste man das Schrobenhausener Amtsgerichtsgefängnis auf. Im Jahr 1959 erwarb die Stadt den Turm mit Verwaltungsgebäuden zu Wohnzwecken.

#### Bürgerturm

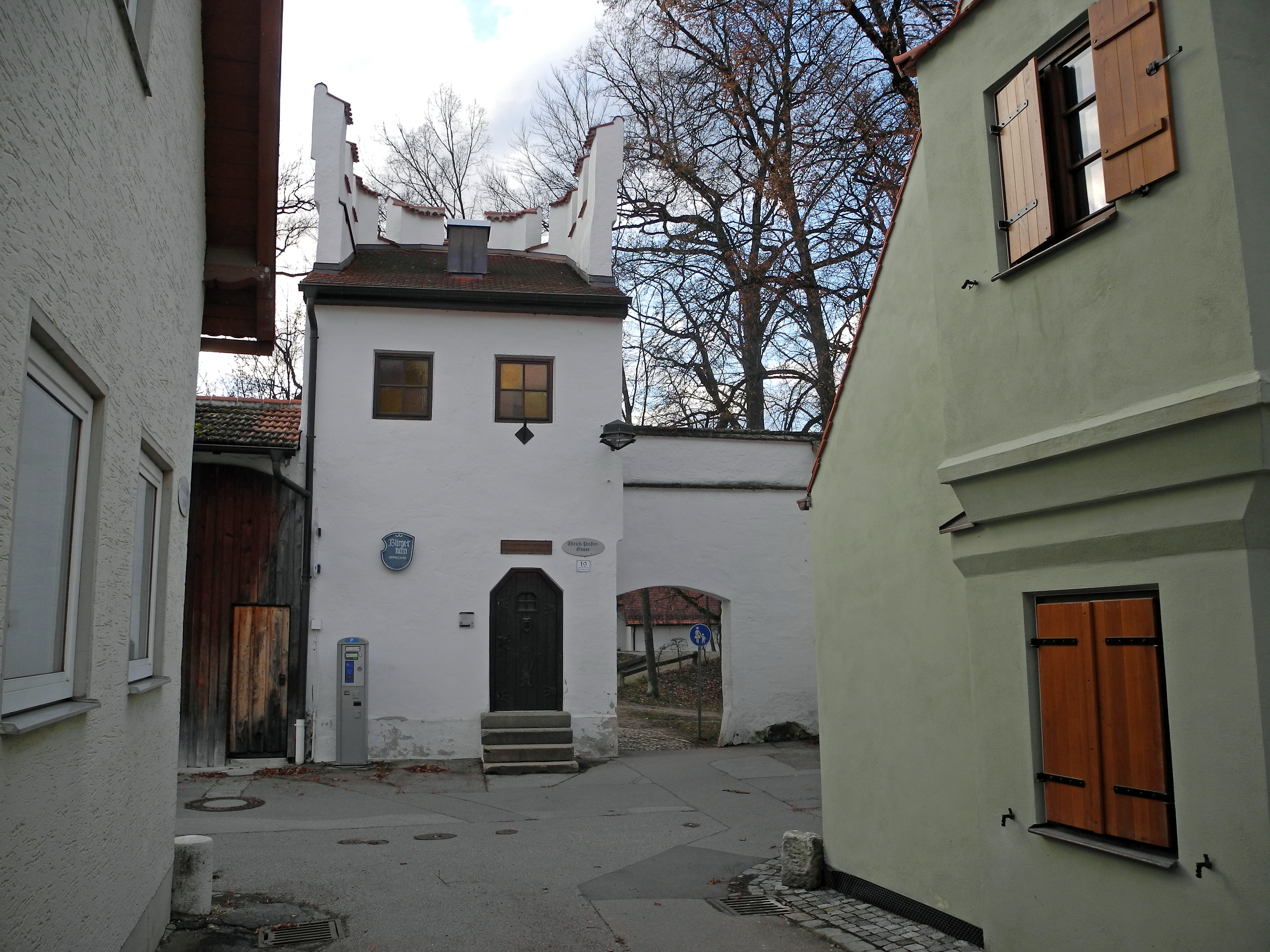
Bürgerturm

Der Bürgerturm beherbergte das städtische Gefängnis, in dem Bürger der Stadt ihre Strafen abbüßten. Die Stadt Schrobenhausen hatte die niedere Gerichtsbarkeit und konnte auch „Turmstrafen“ verhängen, das heißt Freiheitsstrafen im bürgerlichen Gefängnis. Im 19. Jahrhundert wurde die nichtstaatliche Gerichtsbarkeit in Bayern aufgehoben und der Turm zu Wohnzwecken für Schrobenhausener Bürger umgebaut.

#### Pflastererturm

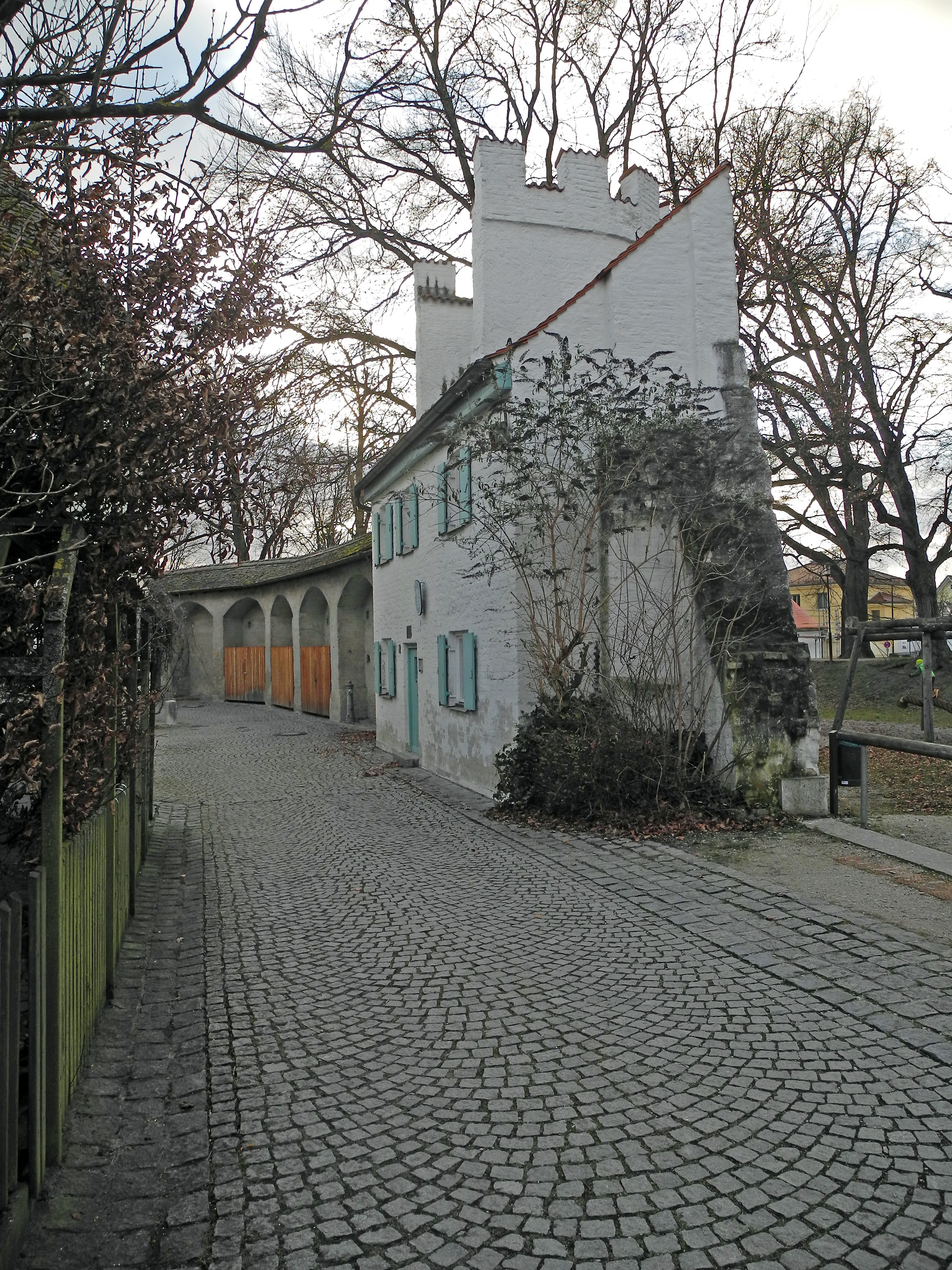
Pflastererturm

Der Pflastererturm war ein weiterer Wehrturm, der zusammen mit der Stadtmauer zu Beginn des 15. Jahrhunderts erbaut wurde. Der Turmname ist bis Ende des 18. Jahrhunderts zurückzuverfolgen. Er stammt wohl
von Johann Steiringer, der ihn zur damaligen Zeit bewohnte und der als Maurer und gleichzeitig als Stadtpflasterer arbeitete. Auch der Pflastererturm war danach immer an Schrobenhausener Bürger vermietet.

#### Pechlerturm

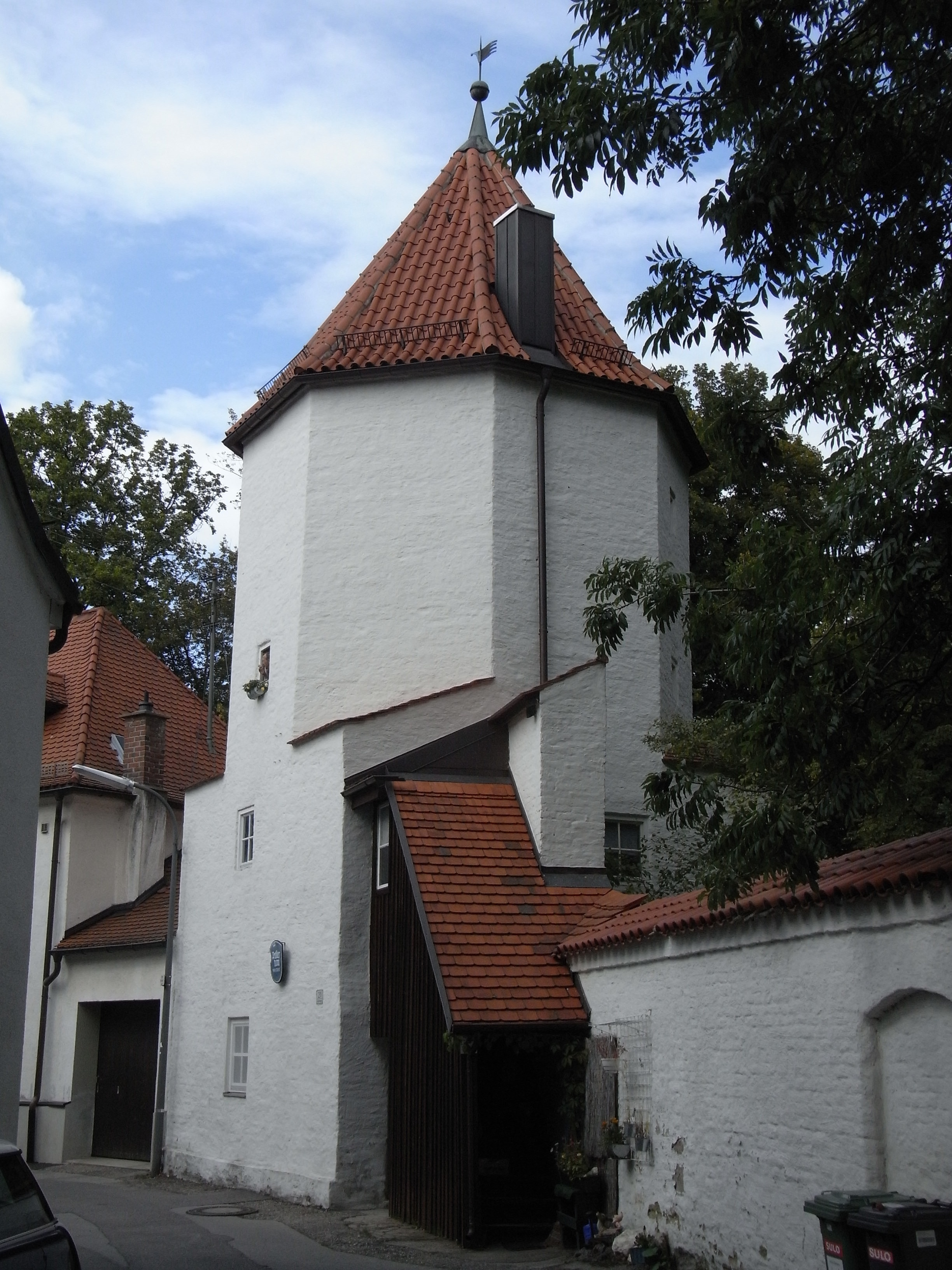
Pechlerturm

Der mächtige Pechlerturm, im unteren Teil vier- und im oberen Teil achteckig, war nie ein herkömmlicher Wehrturm. Der Name taucht zum ersten Mal im Jahr 1706 auf. Namensgeber ist vermutlich der Pechler Hans Rabaschiner, der den Turm Ende des 17. Jahrhunderts bewohnte. Später diente der Turm städtischen Bediensteten wie dem Flurhüter als Wohnung. Seit dem 18. Jahrhundert wird er als Wohnturm genutzt.

#### Totengräberturm
Der Totengräberturm, anfangs auch Wehrturm, entstand ebenfalls mit dem Bau der Stadtmauer im frühen 15. Jahrhundert. Aufzeichnungen zufolge wurde dem Totengräber im 18. Jahrhundert ein Turm kostenfrei zur Nutzung überlassen. Eine sichere Zuordnung des Totengräbers zum Turm finden wir in einer tabellarischen Anzeige aus dem Jahr 1807. Später wurde der Turm an Schrobenhausener Bürger vermietet.

#### Karpfenturm

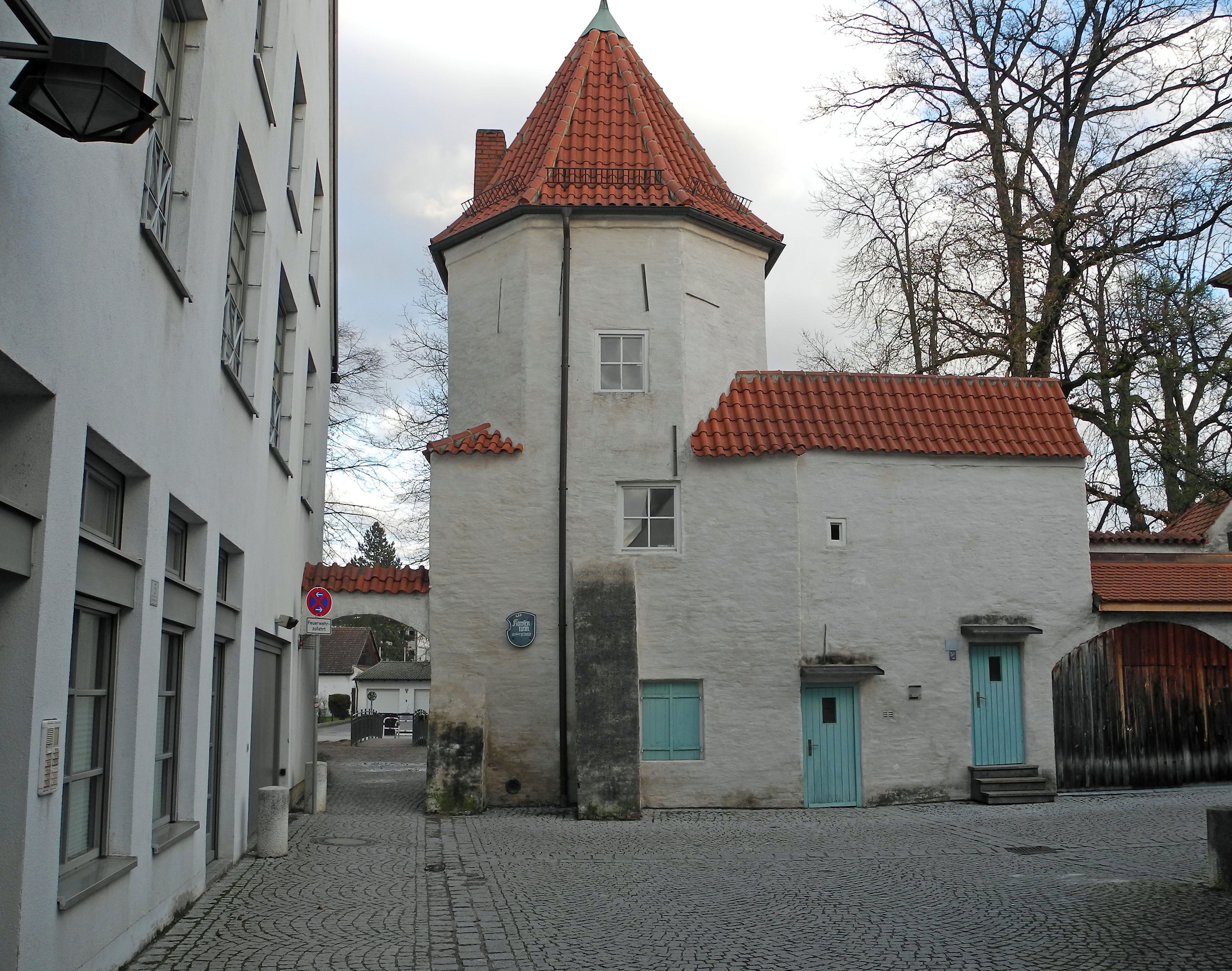
Karpfenturm

Der Karpfenturm wurde zusammen mit der Stadtmauer erbaut, seine eckige Form zeigt aber, dass er nie ein Wehrturm war, sondern schon immer Wohnzwecken diente. Seit dem 17. Jahrhundert als „Turm bei der Schule“ oder „Schulmeisterturm“ bezeichnet. Um 1750 bürgerte sich die Bezeichnung Karpfenturm ein, die Namensgebung ist bisher ungeklärt. Im 18. Jahrhundert zeitweise Wohnung für eine städtische Hebamme, später an Bürger vermietet.

#### Hebammenturm
Der Hebammenturm, ebenfalls zu Beginn des 15. Jahrhunderts mit der Stadtmauer als Wehrturm erbaut, wurde im 18. Jahrhundert von einer Hebamme bewohnt. Das heute als Turm bezeichnete Hebammenhäusl wurde nahe dem alten Hebammenturm errichtet und ist in dieser Form schon im Urkataster von 1813 zu finden. Ein kleiner Turmstumpf an der Außenseite der Stadtmauer erinnert noch an den ehemaligen Wohnturm.

#### Seelweibturm
Der Seelweibturm wurde auch zusammen mit der Stadtmauer im frühen 15. Jahrhundert als Wehrturm errichtet. Der Name Seelweibturm taucht zum ersten Mal Mitte des 18.
Jahrhunderts auf. Das Seelweib hatte die Aufgabe, die Todesfälle von Haus zu Haus anzusagen und bekam den Wohnturm kostenlos überlassen. Später wurde der Turm an Schrobenhausener Bürger vermietet.

#### Heissenturm

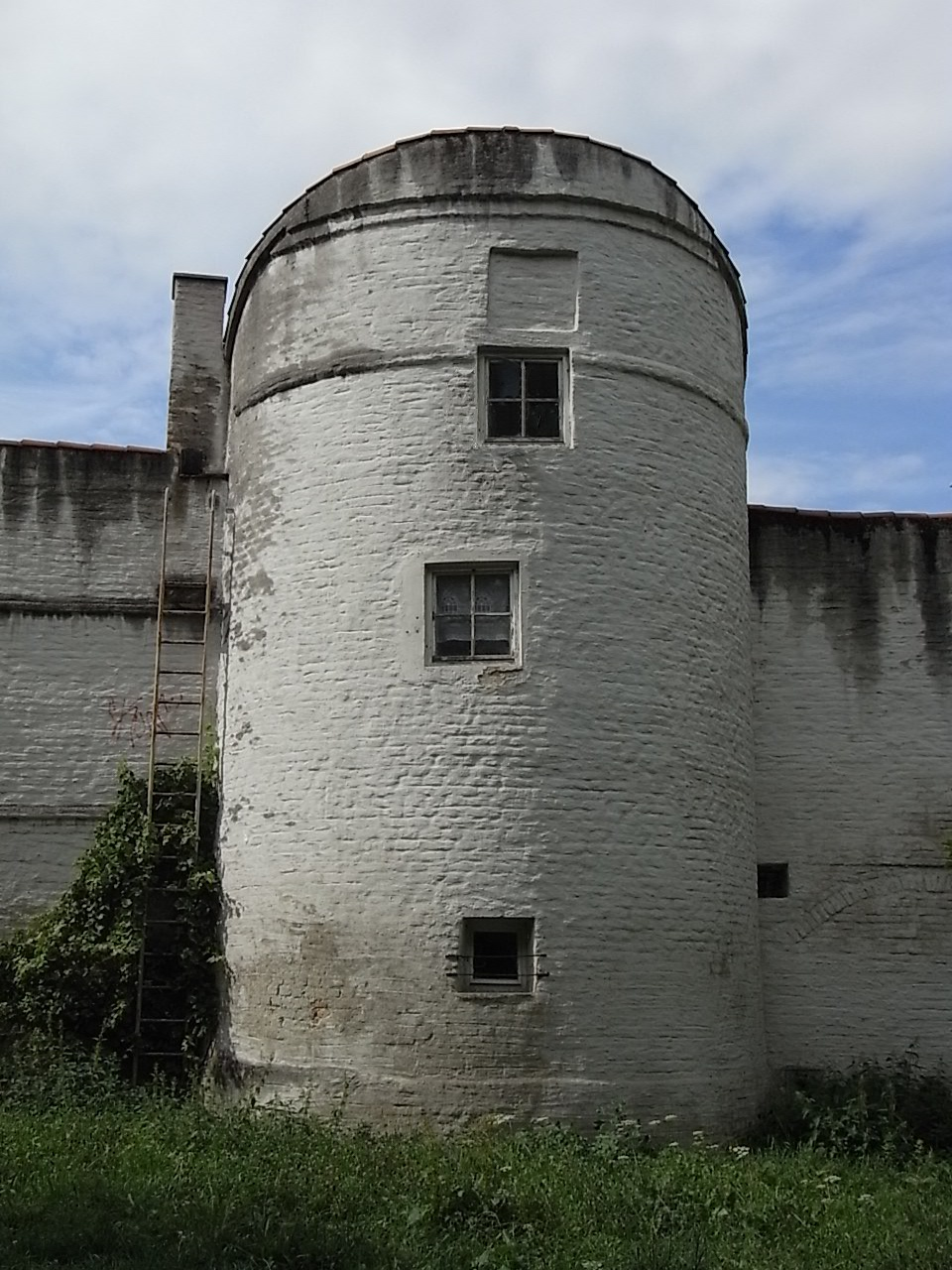
Heissenturm

Der Heissenturm, ein weiterer früherer Wehrturm, entstand ebenfalls beim Bau der Stadtmauer Anfang des 15. Jahrhunderts. Seinen Namen erhielt er vom Maurer Josef Heiss, der den Turm mit seiner
Familie im ersten Drittel des 19. Jahrhunderts bewohnte. Auch später wurde der Turm an Bürger der Stadt vermietet.

## Wall als Parkanlage
Das Areal wurde um 1825 unter Federführung von Michael Sommer in eine Parkanlage umgestaltet. Dabei wurde die Herzogsburg in den Bering, der teilweise erhalten ist und dessen Graben- und Wallbereich in die Umgestaltung mit einbezogen. Die Parkanlage zieht sich zusammen mit Teilen der Stadtmauer und ihren Türmen rund um die Stadt Schrobenhausen. Das Areal steht unter Denkmalschutz und ist mit rund 530 Bäumen bepflanzt, darunter Eichen, Linden, Rosskastanien, Ulmen, Eschen und Ahorne. Mindestens 20 % der heutigen Bäume sind bis zu 150 Jahre alt, rund ein Drittel der Bäume ist über 100 Jahre alt. Um das vom Stadtwall geprägte Stadtbild auch den nachfolgenden Generationen zu erhalten, werden die Bäume von ansässigen Baumexperten regelmäßig auf ihren Gesundheitszustand überprüft und notwendige Pflegemaßnahmen durchgeführt. Kranke Bäume werden durch Neuanpflanzungen ersetzt.

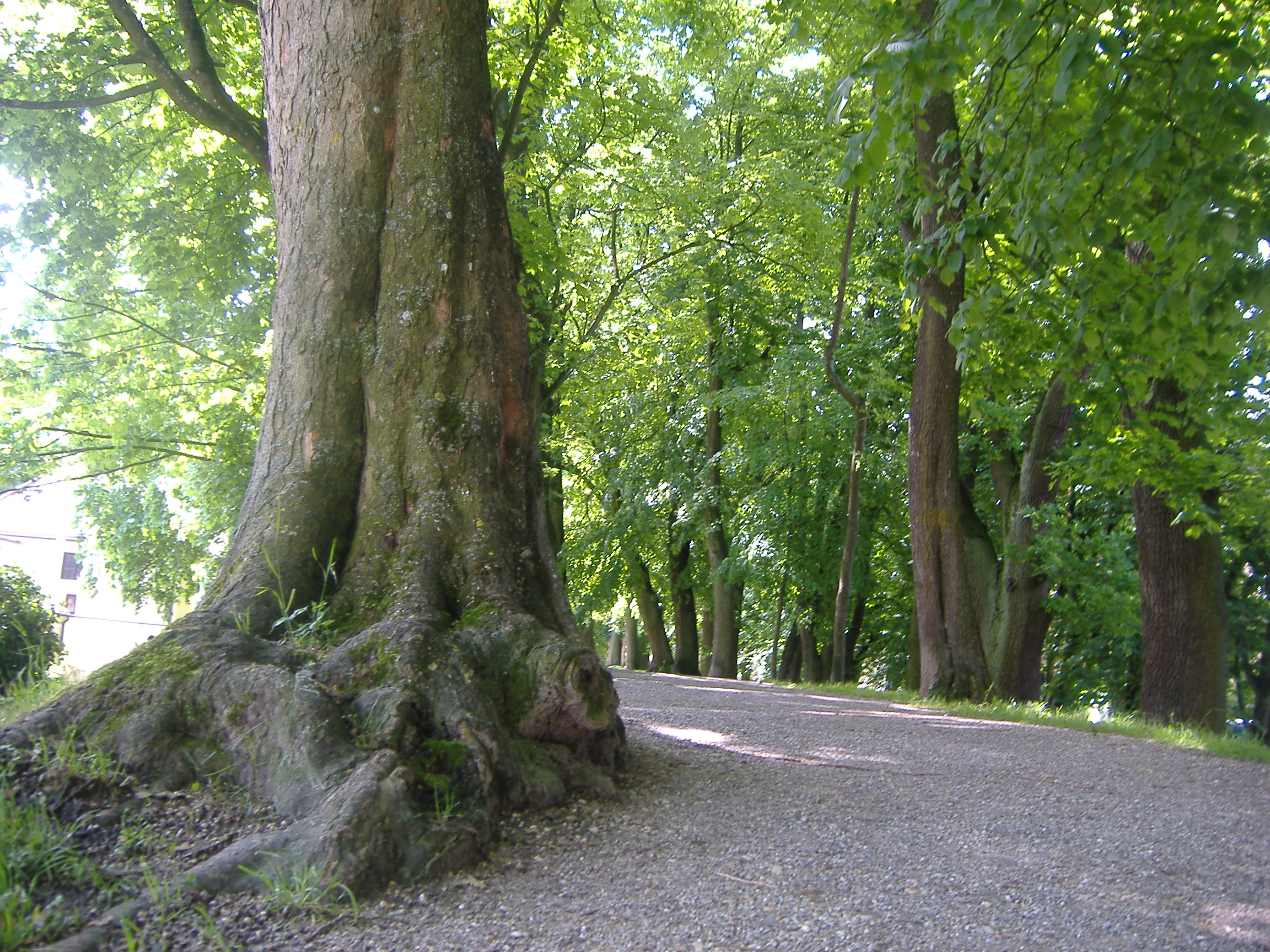
Bäume bis zu 150 Jahre alt
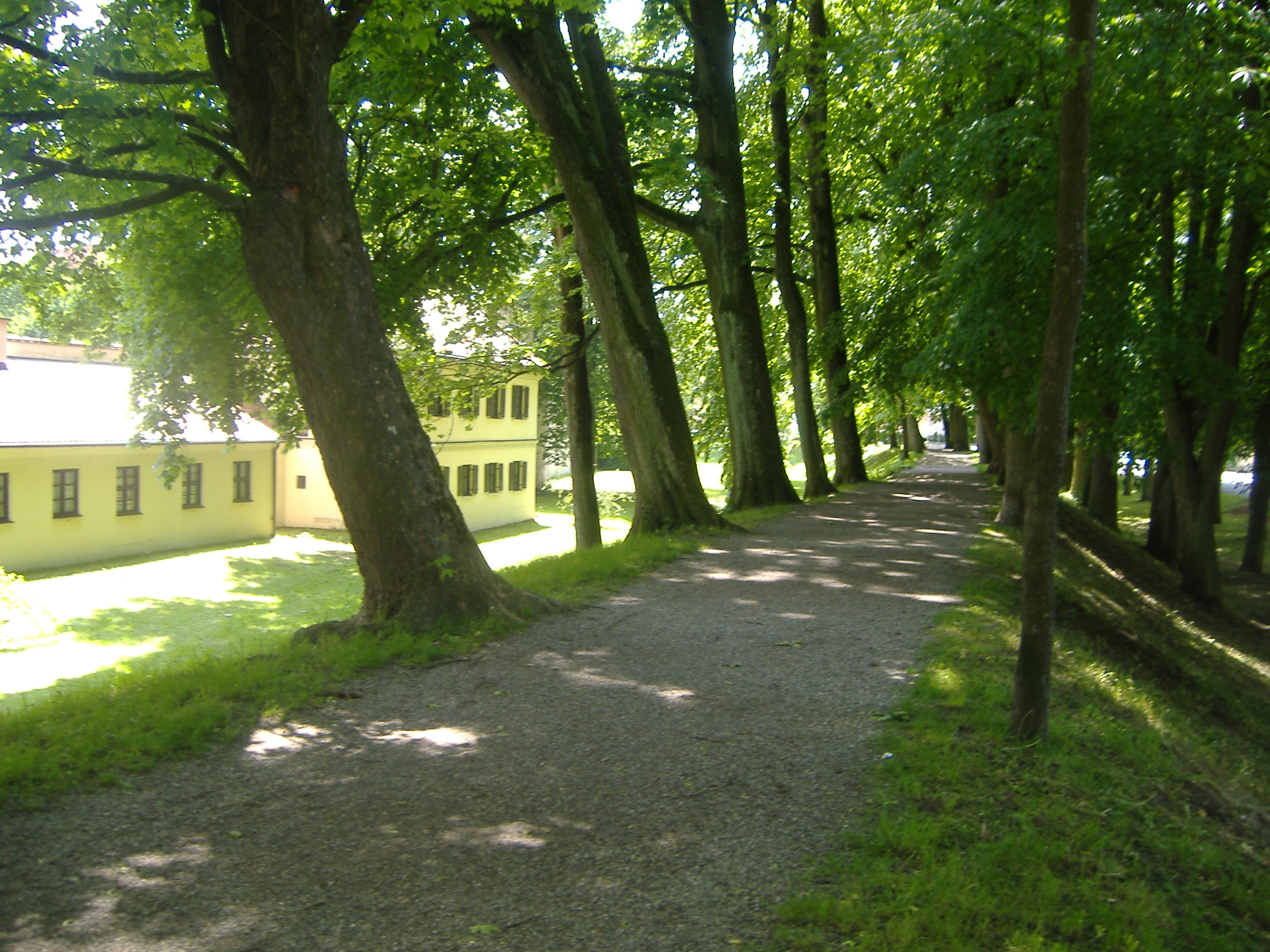
Stadtwall mit Rückseite des Lenbachhauses

## Stadtgraben
Im Lauf des 19. Jahrhunderts wurden die Stadtgräben verfüllt, vielfach entstanden hier Gärten von Schrobenhausener Bürgern.
Im Jahr 2011 wurde ein Graben auf der Ostseite der Stadt wieder geöffnet.